# Enicospilus venezuelanus
Enicospilus venezuelanus är en stekelart som först beskrevs av Szepligeti 1906.  Enicospilus venezuelanus ingår i släktet Enicospilus och familjen brokparasitsteklar. Inga underarter finns listade i Catalogue of Life.